# Pedro Chanel
Pierre Louis Marie Chanel o San Pedro Luis María Chanel, también conocido como Pedro Chanel (11 de julio de 1803 - 28 de abril de 1841), fue un presbítero, misionero y mártir católico francés.
Pedro Chanel nació en La Potière, aldea del pueblo de Cuet, cerca de Belley, en el departamento de Ain, Francia, y falleció en la aldea de Poi, junto a la costa noreste de la isla polinesia de Futuna, a manos de unos sicarios comandados por Musumusu, yerno de Niuliki, el jefe-rey de Alo, uno de los dos reinos que ocupaban el archipiélago de Horne.
Fue declarado santo por el papa Pío XII y es el primer mártir del continente de Oceanía y el primero de la Sociedad de María (Maristas).

## Biografía

### Sus primeros años
Era el quinto hijo de los ocho que tuvo la familia compuesta por humildes agricultores, Francisco Chanel y María Ana Sibellas. Pedro Chanel fue bautizado cuatro días después de su nacimiento, en la fiesta de Nuestra Señora del Carmen. Unos años más tarde, cuando le confirmaron, le pusieron el nombre de Luis María, indicando así la devoción que profesaba a san Luis Gonzaga y a la Virgen María.
Siendo Chanel muy joven, con tan sólo 6 o 7 años, tenía a su cargo el cuidado del modesto rebaño de su familia. La situación económica de ésta fue siempre muy precaria, y la escuela más cercana estaba a 6 km de distancia, en la aldea de Saint-Didier d'Aussiat. Todo cuanto Chanel aprendía en el periodo de invierno rápidamente lo olvidaba, dado que el resto del año debía cuidar del rebaño de su familia y no atendía a la escuela. Después de algunos estudios en Crâs su piedad e inteligencia atrajeron la atención de un sacerdote local, el padre Trompier, que patrocinó su educación eclesiástica. A esto le siguió en 1819 la formación en el seminario menor de Meximieux, en el de Belley en 1823, y luego en 1824, en el seminario mayor de Brou. Tras sus estudios en el seminario se ordenó como sacerdote en el año 1827. Entre sus primeras asignaciones estuvo una parroquia desmantelada en Crozet, que él revitalizó en tres años, reconstruyendo la iglesia en ruinas.

### Con los maristas
En 1831 se unió a la nueva Sociedad de María (Maristas) que estaba formando en ese momento Jean Claude Colin en Francia; esta congregación católica se concentró en la educación y en el trabajo misionero. Con los maristas, Pedro Chanel ejerció como profesor en el seminario de Belley, en el que permaneció durante cinco años. En 1833 acompañó al Padre Jean-Claude Colin a Roma para buscar la aprobación de la naciente Sociedad. En 1836, los maristas recibieron por último la aprobación formal por parte del papa Gregorio XVI, que pidió que enviaran misioneros a la Polinesia, al territorio del Pacífico Sur Occidental. Chanel, que profesa como marista el 24 de septiembre de 1836, fue promovido como superior de un grupo de misioneros maristas que salieron el 24 de diciembre de ese año del puerto de Le Havre. Estuvieron acompañados por el obispo Jean Baptiste Pompallier (que se convertiría en el primer obispo de Auckland, Nueva Zelanda en 1848). Pompallier había sido nombrado por el papa Gregorio XVI para ocupar el Vicariato apostólico de Oceanía Occidental, con sede en Nueva Zelanda desde 1838. Estos misioneros viajaron con destino a Valparaíso (sede del Vicariato apostólico de Oceanía Oriental, a cargo de religiosos de la congregación de los Sagrados Corazones de Jesús y de María) y a Tahití, para radicarse en lo que sería la sede central de su misión, la isla de 'Uvea. El Padre Pedro Chanel, junto con un converso francés, Marie-Nizier Delorme, fue a la isla cercana de Futuna, habitada por ocasionales caníbales, a unos 260 km al sureste de 'Uvea.

## Martirio
El grupo de misioneros fue muy bien recibido por Niuliki, el rey de Alo, el principal reino de la isla. Una vez los misioneros aprendieron la lengua local. pudieron entonces predicar directamente a la gente, pero la intranquilidad del rey fue en aumento, pues creía que el cristianismo le quitaría sus prerrogativas como sumo sacerdote y rey.
El hijo del rey de Alo, llamado Meitala, intentó convertirse al cristianismo y ser bautizado. El rey, al enterarse de esto, envió a un guerrero llamado Musumusu, su yerno, a "hacer lo que fuera necesario" para resolver el problema. En la familia de Musumusu se encontraban algunos nuevos conversos al cristianismo. Musumusu fue primero contra su cuñado Meitala, y los dos lucharon. Musumusu, lesionado en la pelea, fue a la residencia de Pedro Chanel fingiendo tener necesidad de atención médica. Mientras Chanel le atendía, un grupo de partidarios de Musumusu saquearon su casa y en la confusión, Musumusu cogió un hacha y golpeó con ella la cabeza de Chanel, fracturándole el cráneo. Pedro Chanel murió ese día, el 28 de abril de 1841.
Cuando el vicario apostólico Pompallier supo de la muerte del Padre Pedro Chanel seis meses después (gracias al Hermano Marie-Nizier Delorme, que escapó de la isla), arregló el traslado del cadáver en la goleta de la Misión Sancta Maria, escoltada por la corbeta francesa L'Allier, al mando del conde de Bouzet. Los dos navíos llegaron a 'Uvea (la isla de Wallis) el 30 de diciembre de 1841, después de un viaje de 32 días. En Futuna, los restos del mártir, identificados por las heridas que causaron su muerte, fueron trasladados primero a Auckland (Nueva Zelanda), después a Sídney (Australia) y después a Europa. El 1 de junio de 1850 los restos del P. Pedro Chanel llegaron a la Casa Madre de la Sociedad de María en Lyon, para gran alegría de sus miembros, en especial la del P. Colin, fundador de los maristas.
Chanel fue declarado mártir y beato el 17 de noviembre de 1889 por el papa León XIII, y canonizado el 12 de junio de 1954 por el papa Pío XII. Fue declarado patrono de Oceanía. Su fiesta litúrgica es el 28 de abril. Las reliquias, salvo la cabeza, fueron devueltas a Futuna en 1977, y el cráneo fracturado se reunió con el resto en 1985. Ahora reciben veneración en Poi, el lugar donde fue martirizado.

Fue lenta y paciente la tarea de penetración en el pequeño mundo de esa gente tan distinta por costumbres de vida y por mentalidad. Pero el anuncio del Evangelio fue calando en las jóvenes generaciones, Pero este éxito suscitó al mismo tiempo la hostilidad de las viejas generaciones. El tributo de sangre de Pedro Chanel fue el precio para abrir finalmente las puertas a la evangelización de toda la isla.